# Gabriel Dal Toé Busanello
Gabriel Busanello (Frederico Westphalen, Brasil, 29 de octubre de 1998) es un futbolista brasileño. Juega como defensa y su equipo es el Malmö FF de la Allsvenskan.

## Clubes
| Club                           | País    | Año       |
| ------------------------------ | ------- | --------- |
| União Frederiquense            | Brasil  | 2015-2016 |
| Chapecoense                    | Brasil  | 2019-     |
| → União Frederiquense (cedido) | Brasil  | 2019      |
| → Hercílio Luz F. C. (cedido)  | Brasil  | 2019      |
| → E. C. Pelotas (cedido)       | Brasil  | 2019-2020 |
| → S. C. Dnipro-1 (cedido)      | Ucrania | 2022      |
| → E. C. Juventude (cedido)     | Brasil  | 2022      |
| Malmö FF                       | Suecia  | 2023-     |

## Palmarés

### Campeonatos nacionales
| Título                          | Club        | País   | Año  |
| ------------------------------- | ----------- | ------ | ---- |
| Campeonato Brasileño de Serie B | Chapecoense | Brasil | 2020 |
| Allsvenskan                     | Malmö FF    | Suecia | 2023 |
| Copa de Suecia                  | Malmö FF    | Suecia | 2024 |
| Allsvenskan                     | Malmö FF    | Suecia | 2024 |

### Campeonatos estatales
| Título                       | Club                | Región             | Año  |
| ---------------------------- | ------------------- | ------------------ | ---- |
| Campeonato da Região Serrana | União Frederiquense | Río Grande del Sur | 2015 |
| Campeonato Catarinense       | Chapecoense         | Santa Catarina     | 2017 |
| Campeonato Catarinense       | Chapecoense         | Santa Catarina     | 2020 |
| Copa FGF                     | E. C. Pelotas       | Río Grande del Sur | 2019 |
| Recopa Gaúcha                | E. C. Pelotas       | Río Grande del Sur | 2020 |